# Later (romanzo)
Later è un romanzo dell'orrore di Stephen King pubblicato nel 2021.

## Storia editoriale
Il romanzo è stato pubblicato in contemporanea mondiale in varie nazioni, tra cui l'Italia, nel 2021.
Nel romanzo viene menzionato il "rito di Chüd", un espediente narrativo presente nel precedente romanzo It, sempre di Stephen King.

## Trama
(Stephen King, Later)
Ambientato nel secondo decennio del 2000, le vicende hanno come protagonista James "Jamie" Conklin, un ragazzo che vive con la madre single, Tia Conklin, a New York. Jamie ha la capacità di vedere e parlare con i morti ed essi sono obbligati a dire sempre la verità a tutte le domande del ragazzo (l'unica persona che sa del suo potere è sua madre). Jamie ha anche uno zio di nome Harry, che vive in una casa di cura a causa della malattia di Alzheimer a esordio precoce.
In giovane età, Jamie viene traumatizzato dopo che un uomo ucciso in un incidente d'auto vicino a Central Park lo saluta pur essendo deceduto e, qualche anno dopo, parla con Mona, la defunta moglie del professor Martin "Marty" Burkett, vicino di casa e amico dei Conklin. 
Sua madre Tia è agente letterario per la Doubleday e il suo cliente principale, Regis Thomas, scrive romanzi rosa di successo, ambientati nella colonia di Roanoke, creando una saga di nove libri. Dopo la Grande Recessione, Jamie e sua madre perdono gran parte del loro denaro, ma riescono a cavarsela grazie ai lavori di Regis Thomas. Tia inizia una relazione sentimentale con Elizabeth "Liz" Dutton, una detective del dipartimento di polizia di New York. Quando Regis muore improvvisamente prima di finire l'ultimo libro della sua saga di Roanoke, Tia teme che la sua agenzia letteraria possa andare in bancarotta. Per evitarlo, chiede a Jamie di usare la sua abilità chiedendo allo scrittore defunto come si sarebbe dovuto concludere l'ultimo volume della sua saga, Il segreto di Roanoke; sarà lei a terminarlo e, in seguito, ne farà una pubblicazione postuma. Il libro ha così un enorme successo e i Conklin recuperano gran parte dei soldi persi durante la crisi economica. Quando Tia trova della droga in una tasca della giacca di Liz, indignata perché ha portato della droga in casa la lascia, cacciandola dal loro appartamento.
Molti anni dopo, quando Jamie è alle medie e Liz rischia di perdere il lavoro di detective, quest'ultima va a prendere il ragazzo a scuola e, disperata, gli chiede di usare i suoi poteri per fermare un bombardiere seriale noto come "Thumper", il cui vero nome è Kenneth Alan Therriault, che si suicidò dopo aver piazzato un'ultima bomba da qualche parte in città. La detective gli chiede di parlare con il defunto per conoscere la posizione della bomba. Dopo l'interrogatorio al fantasma, Jamie viene da lui perseguitato non svanendo, a differenza di tutti gli altri spiriti con cui Jamie ha parlato in precedenza. Thumper segue Jamie e gli fa false profezie, su come sua madre morirà di cancro e su come lui svilupperà l'Alzheimer, come suo zio Harry. Esasperato, il ragazzo parla con il suo ex vicino, il professor Martin Burkett, che gli racconta di un antico rituale tibetano che potrebbe usare per combattere il demone che lo perseguita: il rito di Chüd. Più tardi, quando Jamie vede di nuovo Thumper, si lancia verso di lui, che si rifiuta di lasciarlo andare, ma il ragazzo gli fa promettere di rispondergli, quando lui lo chiamerà. Poco dopo, il professor Burkett muore. Prima di partire, il fantasma di Burkett parla con Jamie e lo avverte di non evocare mai la "luce morta".
Dopo un po' di tempo, Jamie viene rapito da Liz, che non vedeva da anni, divenuta tossicodipendente. Ammette di aver usato la sua posizione di poliziotta per partecipare al traffico di droga. Porta Jamie nella villa del suo capo, un boss della droga, che nasconde quella che Liz crede essere una gigantesca scorta di pillole di ossicodone, che vuole vendere per trasferirsi sulla costa occidentale e cambiare identità. Dopo aver ucciso il boss della droga, Donald Marsden, Liz costringe Jamie a chiedergli dove l'ha nascosta, poi lo conduce in una panic room nella sua biblioteca. Liz si infuria quando scopre che la scorta di pillole è molto più piccola di quanto si aspettasse e Jamie, temendo per la sua vita, evoca la "luce morta" che uccide Liz. L'entità, ora più forte, cerca di liberarsi dal controllo del ragazzo e fare di lui il suo schiavo. Jamie, rifiutandosi di arrendersi, mantiene il controllo della "luce morta" prima di costringerla ad andarsene di nuovo; dopo che la presenza maligna svanisce, chiama la polizia e viene riportato a casa sano e salvo.
Anni dopo, quando Jamie è al liceo, Tia lo chiama e gli dice che lo zio Harry è morto di polmonite. Il ragazzo si reca alla casa di cura e parla con suo zio morto, chiedendogli chi sia suo padre. Il fantasma dice a Jamie di essere lui suo padre, ma Jamie si rifiuta di approfondire i dettagli del suo concepimento incestuoso e di chiedere la verità a sua madre. Cresce turbato dal fatto che potrebbe sviluppare l'Alzheimer ad esordio precoce come suo zio, ma cerca di rimanere fiducioso per il futuro.

## Edizioni
- (EN) Stephen King, Later, 1ª ed., Hard Case Crime, 2021, ISBN 978-1-78909-649-1.
- Stephen King, Later, traduzione di Luca Briasco, Sperling & Kupfer], 2021, ISBN 9788820071189.
- Stephen King, Later, traduzione di Luca Briasco, Sperling & Kupfer], 2022, ISBN 9788855441216.